# Neotheronia tricolor
Neotheronia tricolor là một loài tò vò trong họ Ichneumonidae.